# Kevin Na
Kevin Sangwook Na (Koreaans: 나상욱; Hanja: 羅相昱) (Seoul, 15 september 1983) is een Zuid-Koreaans professional golfer met de Amerikaanse nationaliteit.
De ouders van Kevin Na emigreerden naar de Verenigde Staten toen Kevin acht jaar was. Toen hij tien jaar was nam zijn vader Kevin mee naar het Nissan Open, dat toen werd gespeeld op de Riviera Country Club in Californië, waar hij in 2011 zelf bijna het Northern Trust Open won.
Kevin Na speelt sinds 2007 op de Amerikaanse PGA Tour. Hij heeft nog niets op de Amerikaanse Tour gewonnen, maar in 2011 werd hij 3de in het Northern Trust Open en 5de in de Bob Hope Classic. Hierdoor speelt hij in maart in de WGC-Cadillac kampioenschap.

## Gewonnen

### Nationwide Tour
- 2006: Mark Christopher Charity Classic

### Aziatische Tour
- 2002: Volvo Masters of Asia

### Elders
- 2002: Long Beach Open
- 2005: Tommy Bahama Challenge (met Tim Clark, Geoff Ogilvy en Justin Rose)

### PGA Tour
- 2011: Justin Timberlake Shriners Hospitals for Childeren Open